# サナ・アナルクロワ
サナ・アナルクロワ（ロシア語ラテン翻字: Sana Anarkulova、女性、旧姓・ヤルラガショワ、1989年7月21日 - ）は、カザフスタンのバレーボール選手。カザフスタン代表。

## 来歴
2008年、カザフスタン代表に初選出される。同年5月の北京オリンピック世界最終予選で代表デビューした。しかし、北京オリンピック代表メンバーからは外れた。
2010年からは代表チームのレギュラーに抜擢され、同年10-11月の世界選手権に出場した。広州アジア競技大会ではエースとして初の表彰台となる銅メダル獲得に貢献した。2012年9月のアジアカップで3位に導いた。
2013年、8月のFIVBワールドグランプリ、9月のアジア選手権に出場した。2014年の世界選手権に出場した。

## 球歴
- 世界選手権 - 2010年、2014年、2018年
- アジア選手権 - 2009年、2013年
- ワールドグランプリ - 2008年、2013年
- アジア競技大会 - 2010年
- アジアカップ - 2010年、2012年、2014年

## 所属クラブ
- VCジェティス（2008-2010年）
- アルマトイ（2010-2014年）
- VCジェティス（2014-2015年）
- アルタイVC（2015-2023年）
- Xi măng Long Sơn Thanh Hóa（2023年）
- トゥラン・トルキスタン（2023-）

## 受賞歴
- 2017年 - AVCアジアクラブ選手権 The most Popular Award[2]